# 埃尔韦利翁
埃尔韦利翁（西班牙語：El Vellón），是西班牙马德里自治区的一个市镇。总面积34平方公里，总人口1103人（2001年），人口密度32人/平方公里。